# 詹姆斯·唐纳森
詹姆斯·李·唐纳森三世（英語：James Lee Donaldson III，1957年8月16日—），美国NBA联盟前职业篮球运动员。他在1979年的NBA选秀中第4轮第7顺位被西雅图超音速选中。